# Lijnden (Haarlemmermeer)
Lijnden (oorspronkelijk De Lijnden) is een dorp in de gemeente Haarlemmermeer, in de Nederlandse provincie Noord-Holland met in 2023 955 inwoners. Het dorp is genoemd naar het gemaal De Lynden, een van de drie stoomgemalen die de Haarlemmermeer hebben drooggemaakt. Het gemaal was genoemd naar Frans Godert van Lynden van Hemmen (1761-1845) die in 1821 een plan had geschreven voor de droogmaking van het Haarlemmermeer.
Bij de inpoldering is voor de ringvaart bij Lijnden door een landtong heengegraven; de huidige Raasdorperweg loopt nog langs de rand van die landtong.
De bebouwing is gesitueerd rondom het gemaal, aan de ringdijk (Akerdijk en Lijnderdijk) en aan de Hoofdweg langs de Hoofdvaart.
Ten zuidoosten van Lijnden ligt een bedrijventerrein (Lijnden-Oost of Airport Business Park Lijnden) met aan de Luchthaven Schiphol gerelateerde bedrijven, en vervolgens Badhoevedorp. Door het bedrijventerrein loopt de Amsterdamse Baan, die Amsterdam Nieuw-West verbindt met de A9.
Ten noorden via de Lijnderdijk ligt Zwanenburg, ten westen via de Schipholweg kom je bij Boesingheliede. Tussen Lijnden en Boesingheliede ligt het Knooppunt Raasdorp.
De twee kerken van Lijnden zijn beide buiten gebruik. De oudste Rooms-Katholieke kerk van Haarlemmermeer, de Sint Franciscus van Saleskerk, een gemeentelijk monument uit 1859 aan de zuidwestkant van het dorp, is in 2002 aan het gebruik onttrokken.
Voorts was er de hervormde Geloof en Liefde-kerk uit 1935. De hervormden van Lijnden zijn in 1969 samengegaan met de hervormden en later ook met de gereformeerden van Badhoevedorp, waarna in 2001 dit gebouw voor de eredienst gesloten is.
Van juni 2006 tot maart 2018 was in Lijnden de meldkamer van de VerkeersInformatieDienst gevestigd.

## Foto's van Lijnden

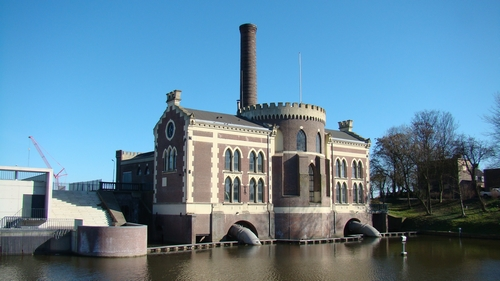
Gemaal De Lynden
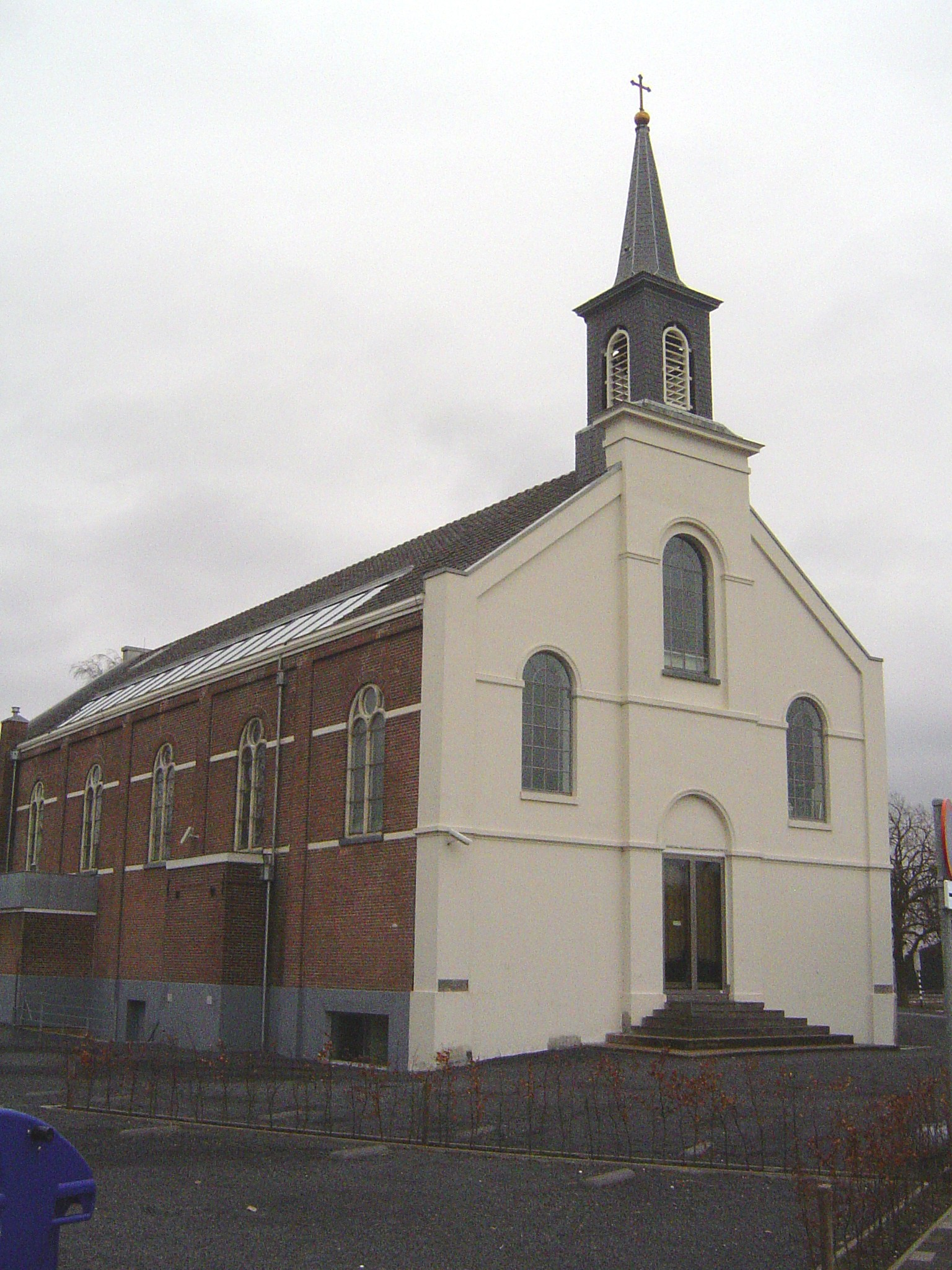
Sint-Franciscus van Saleskerk (Lijnden)
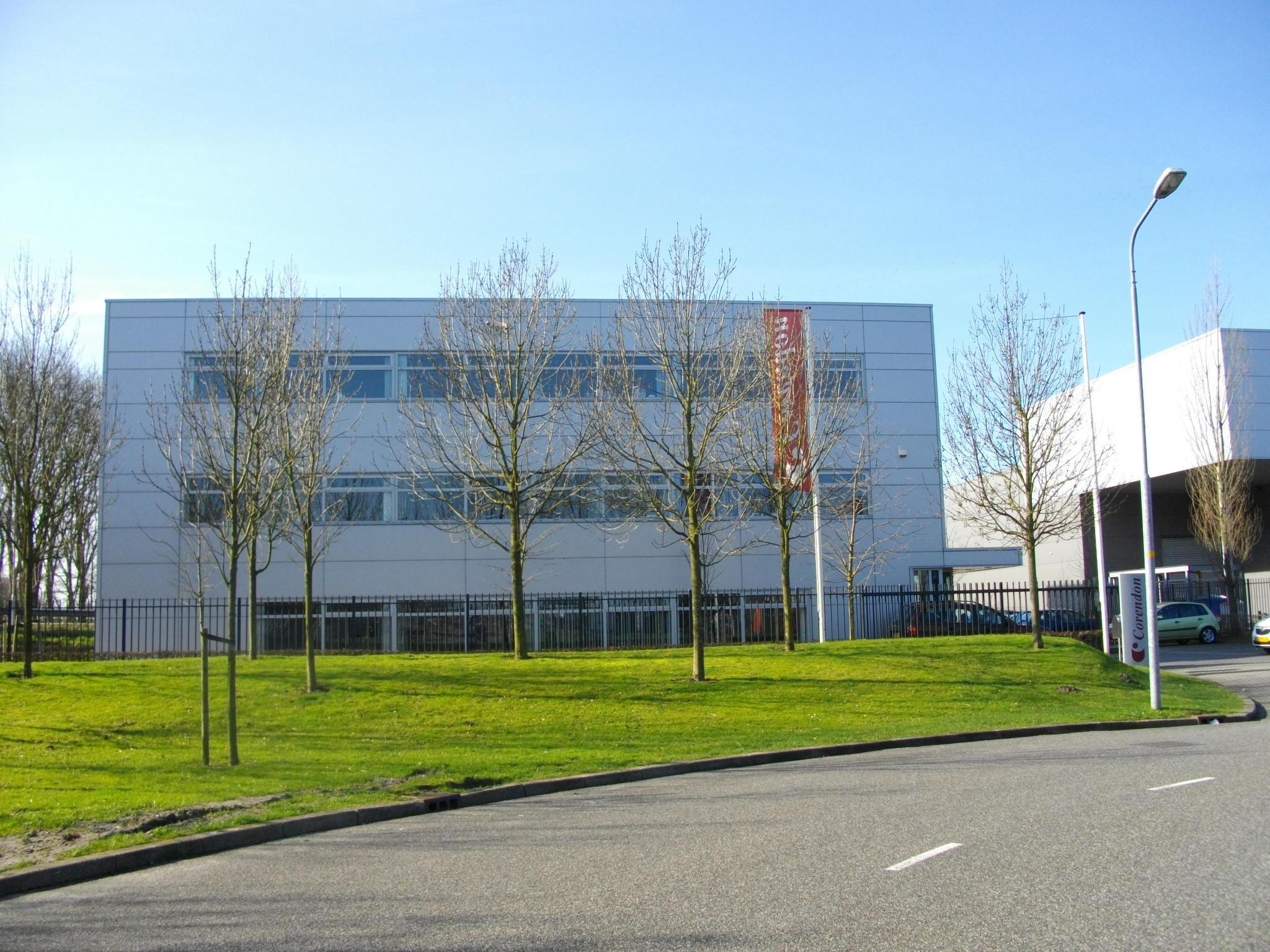
Een kantoorgebouw op het bedrijventerrein

Plaatsen: Abbenes · Badhoevedorp · Beinsdorp · Buitenkaag · Burgerveen · Cruquius · Haarlemmerliede · Halfweg · Hoofddorp · Leimuiderbrug · Lijnden · Lisserbroek · Nieuw-Vennep · Rijsenhout · Rozenburg · Schiphol · Schiphol-Rijk · Spaarndam-Oost · Spaarnwoude · Vijfhuizen · Weteringbrug · Zwaanshoek · Zwanenburg

Gehuchten en buurtschappen: Aalsmeerderbrug · Boesingheliede · Cruquius-Oost · De Hoek · Huigsloot · 't Kabel · De Liede · Nieuwebrug · Nieuwe Meer · Oude Meer · Penningsveer · Schiphol-Oost · Vinkebrug · Vredeburg · Weberbuurt

Voormalige gemeente: Haarlemmerliede en Spaarnwoude

Noord-Holland: Steden en dorpen      Nederland: Provincies · Gemeenten